# فرودگاه کروتون
فرودگاه کروتون (به انگلیسی: Crotone Airport) (به زبان بومی: Sant'Anna Airport) یک فرودگاه همگانی با کد یاتا CRV است که یک باند فرود آسفالت دارد و طول باند آن ۲۰۰۰ متر است. این فرودگاه در شهر کروتون کشور ایتالیا قرار دارد و در ارتفاع ۱۵۹ متری از سطح دریا واقع شده‌است.

## شرکت‌های هواپیمایی و مقصدهای پروازی
As of ۲۹ اکتبر ۲۰۱۶, رایان‌ایر's services to رم، پیزا and برگامو ended, leaving the airport without any scheduled traffic.